# Līga Dekmeijere
Līga Dekmeijere (ur. 21 maja 1983) – łotewska tenisistka, zwyciężczyni turnieju WTA w grze podwójnej, triumfatorka dziewiętnastu imprez deblowych w rozgrywkach ITF.

## Kariera tenisowa
W październiku 1997 roku Dekmeijere po raz pierwszy wzięła udział w deblowym turnieju Międzynarodowej Federacji Tenisowej, ale odpadła w meczu otwarcia. W lipcu 1999 triumfowała w Brukseli, partnerując Ludmile Nikojan. Została sklasyfikowana w rankingu gry podwójnej.
W sezonie 2000 rozpoczęła starty indywidualne, ale zakończyła rok z makabrycznymi statystykami, ani razu nie przechodząc przez eliminacje. W 2001 roku pokonała kwalifikacje do imprezy piątej kategorii w Casablance. Tam przegrała z Emmanuelle Gagliardi. O wiele lepiej radziła sobie drużynowo, odnosząc kolejne zwycięstwa. W 2003 w Oulu osiągnęła półfinał.
Po paśmie porażek świat usłyszał nazwisko Łotyszki w 2005 roku, kiedy to doszła do pierwszego profesjonalnego finału. Miało to miejsce w Quebec, a partnerowała jej Amerykanka Ashley Harkleroad. Kilka miesięcy później, na starcie sezonu 2006, doszła do deblowego finału w Canberze z Claire Curran. Panie przegrały z Martą Domachowską i Robertą Vinci. Dekmeijere po raz pierwszy została sklasyfikowana w gronie stu najlepszych deblistek na świecie.
16 lutego 2008 roku wygrała turniej WTA w Viña del Mar. W Cachantun Cup partnerowała jej Polka Alicja Rosolska.

## Finały turniejów WTA
| Legenda                     | Legenda |
| --------------------------- | ------- |
| Wielki Szlem                |         |
| Igrzyska olimpijskie        |         |
| WTA Tour Championships      |         |
| 1988 – 2008                 |         |
| Kategoria I                 |         |
| Kategoria II                |         |
| Kategoria III               |         |
| Kategoria IV                |         |
| Kategoria V                 |         |
| 2009 – 2020                 |         |
| WTA Premier Mandatory       |         |
| WTA Premier 5               |         |
| WTA Premier                 |         |
| WTA International Series    |         |
| WTA 125K series (2012–2020) |         |

### Gra podwójna
| Końcowy wynik | Nr | Data             | Turniej          | Nawierzchnia  | Partnerka           | Przeciwniczki                           | Wynik finału      |
| ------------- | -- | ---------------- | ---------------- | ------------- | ------------------- | --------------------------------------- | ----------------- |
| Finalistka    | 1. | 6 listopada 2005 | Québec           | Twarda (hala) | Ashley Harkleroad   | Anastasija Rodionowa Jelena Wiesnina    | 7:6(4), 4:6, 2:6  |
| Finalistka    | 2. | 13 stycznia 2006 | Canberra         | Twarda        | Claire Curran       | Marta Domachowska Roberta Vinci         | 6:7(5), 3:6       |
| Zwyciężczyni  | 1. | 17 lutego 2008   | Viña del Mar     | Ceglana       | Alicja Rosolska     | Marija Korytcewa Julia Schruff          | 7:5, 6:3          |
| Finalistka    | 3. | 20 czerwca 2008  | ’s-Hertogenbosch | Trawiasta     | Angelique Kerber    | Marina Erakovic Michaëlla Krajicek      | 3:6, 2:6          |
| Finalistka    | 4. | 19 kwietnia 2009 | Charleston       | Ceglana       | Patty Schnyder      | Bethanie Mattek-Sands Nadieżda Pietrowa | 7:6(5), 2:6, 9–11 |
| Finalistka    | 5. | 15 stycznia 2011 | Hobart           | Twarda        | Kateryna Bondarenko | Sara Errani Roberta Vinci               | 3:6, 5:7          |
| Finalistka    | 6. | 25 sierpnia 2012 | Dallas           | Twarda        | Irina Falconi       | Marina Erakovic Heather Watson          | 3:6, 0:6          |